# Antonio Aguado
Antonio Aguado (Madrid, 10 de febrer de 1821 - 1899). fou un compositor espanyol.
Alumne pensionat del Conservatori, i en la qual reorganització (1839) fou nomenat repetidor de la seva aula: el 1857 professor numerari del mateix, i poc temps després, mestre elemental i superior d'acompanyament. Se li deuen notables composicions, tals com misses, salves, motets, lamentacions, etc., i a més, va prendre part en la publicació del mètode de piano conegut pel de, La unión artistico-musical.

## Llista no exhaustiva d'obres
- El valle de Andorra zarzuela en tres actos: puesta en música y dedicada a S.M. la Reina Dª María Cristina de Borbón
- Flores para el mes de mayo: mes de María: a 2 veus amb acompanyament d'orgue o piano.
- S. Juan de Ulúa : schottisk.
- Cuernavaca: habanera.
- Jugar con fuego, sarsuela en tres actes.[2]

## Altres dades
- Carta de Antonio Aguado a Francisco A. Barbieri, 23 diciembre 1847 [Manuscrito]. 1847.[3]
- Carta de Antonio Aguado a su amigo el Sr. Castellano [Manuscrito] Antonio Aguado. S.XIX.[4]